# Карасай-батира
Караса́й-бати́ра (каз. Қарасай батыр) — село у складі Айиртауського району Північноказахстанської області Казахстану. Входить до складу Арикбалицького сільського округу, раніше перебував у складі ліквідованої Златогорської сільської ради.
Населення — 259 осіб (2021; 446 у 2009, 479 у 1999, 383 у 1989).
Національний склад станом на 1989 рік:
- казахи — 100 %.

До 1998 року село називалося Маденієт, ще раніше — Косагаш.